# District de Marigaon
Le district de Marigaon (assamais : মৰিগাঁও জিলা) est un des districts de l’État d’Assam en Inde.

## Géographie
Le district s’étend sur une superficie de 1 551 km2 et compte une population de 957 423 habitants en 2011.
Le chef-lieu du district est la ville de Marigaon.